# Edith de Polesworth
Santa Edith de Polesworth (también conocida como Editha o Eadgyth; m. ?h.960s) es una oscura abadesa anglosajona relacionada con Polesworth (Warwickshire) y Tamworth (Staffordshire) en Mercia. Su identidad histórica y época en que trabajó son inseguras. Algunas fuentes tardías la convierten en hija del rey Eduardo el Viejo, mientras que otras fuentes afirman que era la hija de Egberto de Wessex. Su festividad es el 15 de julio.

## Identidad
Edith (Ealdgyth) es incluida en la primera sección de la lista de antiguos santos ingleses conocida como Secgan, que localiza su lugar de enterramiento en Polesworth. La cuestión de la identidad histórica de santa Edith está llena de dificultades.

### Hermana de un rey anglosajón
La tradición escrita en el monasterio de Bury St Edmunds en el siglo XII y más tarde repetida por Roger de Wendover (m. 1236) y Matthew Paris (m. 1259) afirma que era una hermana del rey Æthelstan, quien la entregó en matrimonio a Sihtric Cáech, un rey hiberno-escandinavo de Nortumbría meridional y Dublín. Sugiere luego que el matrimonio nunca se consumó. Cuando Sihtric rompió por su parte el acuerdo, renunciando a la religión cristiana y murió poco después, ella volvió al sur y fundó un monasterio de monjas en Polesworth, no lejos de la sede real de Mercia en Tamworth, pasando el resto de su vida como una monja virgen devota.
La historia parece que procede de una fuente anterior, la versión D de la Crónica anglosajona, que confirma que el 30 de enero de 926 el rey Athelstan casó a su hermana con Sihtric (m. 927) y acudió a la fiesta de bodas en el centro real de Mercia de Tamworth. La Crónica, sin embargo, no dice cuál era su nombre. Hablando del mismo acontecimiento en la primera parte del siglo XII, Guillermo de Malmesbury la identifica como una hija de Eduardo el Viejo y Egwina, y por lo tanto hermana de doble vínculo de Athelstan, pero dice que él fue incapaz de descubrir su nombre en ninguna de las fuentes que tenía a su disposición. Una variante de la tradición de Bury, que localiza su lugar de enterramiento en Tamworth más que en Polesworth, identifica a esta Edith como la hija de Elfleda, la segunda esposa de Eduardo, y entonces medio hermana de Athelstan. Sin embargo, otra fuente tardía que bebe de materiales más antiguos, la Crónica de Juan de Wallingford de principios del siglo XIII, llama a la esposa de Sihtric Orgiue.
Estas afirmaciones tardías y contradictorias han obtenido una respuesta variada en los historiadores modernos. Algunos prefieren la identificación de Roger o al menos la posibilidad de que su nombre fuera Eadgyth/Edith. Alan Thacker, por ejemplo, afirma que "dadas las fuertes conexiones mercias del propio Athelstan, no del todo improbable que semejante mujer, si fue repudiada, acabara sus días en una comunidad en las antiguas tierras de la familia real de Mercia. Quizás, como Athelstan, hubiera sido llevada a la corte de Mercia.". Barbara Yorke, sin embargo, argumenta que el nombre de Eadgyth es improbable que perteneciera a dos de las hijas de Eduardo al mismo tiempo, siendo la otra una hija de Elfleda.
Una fuente algo anterior pero en gran medida legendaria que potencialmente arroja algo de luz sobre las tradiciones que rodean a santa Edith es la Vida de santa Modwenna, de Conchubran, una mujer eremita que supuestamente vivía cerca de Burton-on-Trent. El texto, escrito a principios del siglo XI, menciona a una hermana del rey Alfredo con el nombre de Ite, una monja que sirvió como tutora del santo y tuvo una doncella llamada Osid. Aunque una monja irlandesa llamada santa Ita fue activa en el siglo VII, el nombre de Ite ha sido interpretado como "casi con seguridad una confusión de Edith" y la de Osid una forma de escribir Osgyth.

### Como una antigua santa de Mercia
Yorke prefiere identificar a la figura histórica de Edith con alguien anterior del mismo nombre. La inclusión de la santa en Secgan, agrupada como está con otros santos tempranos enterrados cerca de ríos, puede que se tome como evidencia de la hipótesis de que era una santa de Mercia que vivió en el siglo VII o el VIII. Según Alan Thacker, por su parte, la entrada en Secgan puede también ser un añadido posterior, junto con al menos otros dos que parecen reflejar intereses específicos de la época de Athelstan.

## Tradiciones posteriores
Se celebra a la santa en una serie de iglesias alrededor de las Tierras Medias (Midlands), siendo la más notable la abadía de Polesworth y la iglesia colegial de Tamworth, que lleva su nombre. Otras iglesias dedicadas a santa Edith incluyen la Church Eaton en Staffordshire, iglesia parroquial de Amington (en Tamworth), la iglesia de santa Edith en Monks Kirby, Warwickshire así como una serie de iglesias en Louth (Lincolnshire).